# 福井市成和中学校
福井市成和中学校（ふくいし せいわちゅうがっこう）は、福井県福井市城東3丁目にある公立中学校。

## 特色
福井市明倫中学校（旧第一中学校）、福井市光陽中学校（旧第二中学校）、福井市明道中学校（旧第三中学校）、福井市進明中学校（旧第四中学校）、福井市立成和中学校（旧第五中学校）は、同時期（1947年（昭和22年））に創立された。これら5つの中学校は福井市内で最も歴史ある中学校であり、これらを総称して福井五中という。
「行事で育てる成和」をモットーにしており、数年前までは「軍隊学校」と揶揄されるほど体育祭や合唱コンクール等の行事に力を入れていた。例えば、入場行進の時の腕の振りと膝の高さは90度、歌を歌うときの口は縦に指3本入る口で、卒業式や激励会における拍手は胸の高さで大きな音を鳴らす等の指導が行われていた。炎天下での行進練習では毎回倒れる生徒が出たほどである。福井市内の全中学校が競い合う福井市連合体育大会（連体）における異様なまでに統率の取れたマスゲームや、毎年男女とも1位を独占する大縄飛びは有名であった。
2011年からは「日本一の成和」をモットーに、教員の厳しさが一層増した。

## 沿革
- 1947年（昭和22年）5月1日 - 福井市第五中学校として創立。
- 1949年（昭和24年）4月1日 - 福井市成和中学校に改称。

## 学校周辺
- 福井市旭小学校
- 福井市和田小学校
- 福井県立高志中学校・高等学校
- 福井市日之出小学校
- 福井県立こども歴史文化館
- 福井県立病院
- 福井市保健センター
- パリオCITY

## アクセス
- 北陸新幹線・ハピラインふくい線・えちぜん鉄道勝山永平寺線 福井駅より,
  - 西口から京福バスの以下の路線に乗車。
    - 51系統（済生会問屋団地線：上北野先回り）「パリオ前」下車、約400 m。
    - 36系統（県立病院丸岡線）、39系統（大和田丸岡線）「八幡神社前」下車、約500 m。
    - すまいるバス東ルート（城東・日之出方面）「城東四丁目」下車、約500 m。

  - 東口から約1.4 km。先述のすまいるバス東ルートも利用可能。
- E8 北陸自動車道 福井ICから、主に国道158号経由 約3.5 km。